# Peplochora zalalges
Peplochora zalalges är en fjärilsart som beskrevs av Edward Meyrick 1933. Peplochora zalalges ingår i släktet Peplochora och familjen mott. Inga underarter finns listade i Catalogue of Life.